# Willy Blain
Willy „Small Leonard“ Blain (* 24. April 1978 in Réunion) ist ein ehemaliger französischer Boxer.

## Erfolge als Amateur
Willy Blain wurde 1997 und 1998 Französischer Meister im Leichtgewicht sowie von 1999 bis 2004 sechs Mal in Folge Französischer Meister im Halbweltergewicht.
Bei den Weltmeisterschaften 1999 in den USA gewann er Bronze und bei den Europameisterschaften 2000 in Finnland Silber. Durch diese Erfolge wurde er auch bei den Olympischen Spielen 2000 in Sydney eingesetzt, wo er aber im ersten Kampf gegen Diógenes Luna ausschied.
2001 gewann er Silber bei den Mittelmeerspielen in Tunesien und erneut Bronze bei den Weltmeisterschaften in Nordirland. Zudem gewann er 2002 noch Silber bei den Europameisterschaften in Russland.
2003 gewann er die Indian Ocean Island Games auf Mauritius, die EU-Meisterschaften in Frankreich und die Weltmeisterschaften in Thailand. Er besiegte dabei unter anderem den amtierenden Weltmeister Diógenes Luna und den amtierenden Europameister Alexander Maletin.
Nachdem er 2004 noch Bronze bei den Europameisterschaften in Kroatien gewonnen hatte, nahm er noch an den Olympischen Spielen 2004 in Athen teil. Dort besiegte er unter anderem erneut Alexander Maletin, schied jedoch im Viertelfinale gegen Manus Boonjumnong aus.
Darüber hinaus gewann Blain internationale Turniere wie den Chemiepokal 1998 und das Feliks Stamm Tournament 2003.

## Profikarriere
Im Jahr 2004 wurde Blain Profi und unterschrieb bei Spotlight Boxing in Deutschland. Nach 13 Siegen in Folge gewann er am 22. August 2006 gegen Juan Mosquera aus Panama den Titel WBO Intercontinental, den er gegen die Argentinier Sergio Priotti und Pablo Godoy, sowie den Franzosen Stephane Benito und den Indonesier Daudy Bahari verteidigen konnte.
Am 25. April 2009 boxte er um die Interimsweltmeisterschaft der WBO im Halbweltergewicht, unterlag jedoch gegen den US-Amerikaner Lamont Peterson. Anschließend gewann er noch vier Kämpfe, ehe er im November 2011 gegen den Ukrainer Serhii Fedchenko unterlag und seine Karriere beendete.
Im Dezember 2016 kehrte er für einen letzten Kampf in den Ring zurück und besiegte Gyula Tallósi aus Ungarn.